# Joaquín López Antay
Joaquín López Antay (Ayacucho, 23 de agosto de 1897-28 de mayo de 1981) fue un destacado artista popular peruano.

## Biografía
Joaquín López Antay fue un creativo artesano que, a la edad de 12 años, tomó al antiguo Cajón de San Marcos para realizar verdaderas obras de arte, que se conocen con el nombre de retablos ayacuchanos.
Su reconocimiento, mediante el Premio Nacional de Fomento a la Cultura Ignacio Merino de 1975 en el área de Arte; entregado el 7 de enero de 1976, causó revuelo en los ambientes artísticos peruanos, por lo que se pensaba era el carácter artesanal de su obra. Por primera vez en la historia del Perú, se premió a un artesano. El Premio Nacional de Cultura a López Antay, entregado por el Ministro de Educación, general Ramón Miranda Ampuero, causó resistencia en algunos críticos de arte, sin embargo El Comercio reconoció el 11 de enero: "Debe estimularse el pluralismo creativo en nuestro pueblo”, “… esta distinción a un ilustre artesano pone de manifiesto la revalorización que hace hoy la revolución peruana al arte que emerge del pueblo…”
La Sala de Arte Tradicional Peruano Joaquín López Antay es un proyecto conjunto del Congreso de la República del Perú y la Dirección Nacional de Artesanía del Ministerio de Comercio Exterior y Turismo.
En el 2016 el Ministerio de Cultura declaró Patrimonio Cultural de la Nación a la Obra artística de Joaquín López Antay.